# Józef Marcik
Józef Marcik (ur. 1919 w Jugowicach, zm. 5 grudnia 1942 tamże) – działacz komunistyczny, działacz GL i AL w okręgu Kraków. Należał do bojówki dowodzonej przez Jana Szumca.

## Życiorys
Przed wojną był ślusarskim praktykantem, działał w Towarzystwie Uniwersytetu Robotniczego i Czerwonym Harcerstwie. Związany z Janem Szumcem i przez niego powiązany z Komunistycznym Związkiem Młodzieży Polskiej oraz Komunistyczną Partią Polski. W czasie okupacji niemieckiej współorganizował Gwardię Ludową i Polską Partię Robotniczą w Jugowicach pod Krakowem.
Pracował w fabryce Armatur w Łagiewnikach. W 1938 Komintern nakazał rozwiązać KPP – podejrzewając, że jest ona spenetrowana przez kontrwywiad niepodległej Polski. Nałożono kategoryczny zakaz odbudowy partii – bez wyraźnego nakazu z Moskwy. Potem był pakt Ribbentrop-Mołotow i niemiecka oraz sowiecka napaść na Polskę.
W Krakowie różne nieformalne grupki komunistyczne prowadziły działalność wydawniczą. Czas przyjaźni niemiecko-sowieckiej nie sprzyjał nadmiernej aktywizacji komunistów. O działalności zbrojnej nie było mowy. Sytuacja zmieniła się w roku 1941. Napaść Niemiec na ZSRR powoduje, że Sowieci wzywają do walki z okupantem wszystkie swoje kadry. Wkrótce i do Krakowa docierają przerzuceni z Moskwy emisariusze, przynosząc polecenie budowy Polskiej Partii Robotniczej i jej zbrojnych bojówek.
Sprawdzeni działacze, tacy jak Szumiec i Marcik, znów byli potrzebni. Działalność PPR w krakowskiem w znacznym stopniu została podporządkowana sowieckiej sieci wywiadowczej, w ramach Centralnego Wydziału Informacji Specjalnej. Sowiecki oficer wywiadu Leonid Czetyrko ps. „Kolka”, który został przerzucony drogą lotniczą wiosną 1942 r. w podkrakowskim Dąbiu zainstalował radiostację, za pomocą której utrzymywał kontakt z centralą sowieckiego wywiadu. Latem Czetyrko wytypował i przeszkolił grupę do akcji dywersyjnych. Wśród jego ludzi znaleźli się zarówno Jan Szumiec jak i Józef Marcik.
W czerwcu 1942 roku komuniści przeprowadzili pierwsze akcje dywersyjne. 24 czerwca 1942 roku wykoleili pociąg w pobliżu dworca Płaszowie. Wkrótce potem dokonali podobnej akcji w Bonarce. W odwecie za to Niemcy dokonali pierwszej publicznej egzekucji w Krakowie. Koło stacji Płaszów powiesili 7 mężczyzn.
W listopadzie 1942 Marcik został aresztowany. 5 grudnia 1942 został rozstrzelany w Jugowicach koło toru kolejowego.